# Ижевский, Сергей Дмитриевич
Сергей Дмитриевич Ижевский (1899—1985) — советский художник-живописец, график, акварелист, иллюстратор.

## Биография
Родился 7 октября 1899 года в селе Ильинское Рязанской губернии.
С 1923 по 1925 годы — учился в одной из государственных изостудий города Смоленска, под руководством Козьмина Михаила Ивановича (1894—1950) и Яблонского Нила Александровича (1888—1944).
С 1924 года — начал принимать некоторое участие в художественных выставках.
С 1925 по 1930 годы — учился в Москве во ВХУТЕМАСе-ВХУТЕИНе у Древина Александра Давыдовича, Шевченко Александра Васильевича, Штеренберга Давида Петровича и Белы Уитца.
В 1931 году — вступил в члены художественного объединения «13» и соответственно экспонировал свои работы на выставках этого общества.
Жил и работал в Москве, в основном исполняя пейзажные работы. Работал в техниках живописи, графики, акварели и туши.
Сергей Дмитриевич Ижевский умер в 1985 году в Москве, точная дата смерти и место захоронения неизвестны.